# Trận Faw lần thứ ba
Trận Faw là một trong những trận đánh đầu tiên của Chiến tranh Iraq. Một trong những mục tiêu đầu trong chiến dịch của Liên quân tại Iraq là chiếm giữ vùng kỹ nghệ dầu hỏa tại Bán đảo Faw nguyên vẹn trước khi nó có thể bị phá hoặc tiêu diệt bởi quân đội Iraq. Điều này sẽ ngăn chặn một thảm họa sinh thái tương tự như Chiến tranh Vùng Vịnh 1991 và kích hoạt sự hồi phục nhanh chóng trong xuất khẩu dầu đã là một sự quan trọng trong cuộc tái thiết Iraq sau chiến tranh.
Lực lượng Anh đóng chốt ở những vị trí xung quanh ngoại ô Bassora vấp phải sự kháng cự quyết liệt từ cả binh lính chuyên nghiệp và không chính quy của Iraq. Mười bốn xe bọc thép Iraq bị xe tăng của Anh phá hủy khi đang tiến về bán đảo Faw từ thành phố lớn thứ hai Iraq.
Quân Anh đã tiến được vào Bán đảo Faw, miền nam Iraq, và khống chế được Umm Qasr và những cơ sở dầu lửa quan trọng sau một cuộc đọ súng ngắn ngủi. Sau khi nắm quyền kiểm soát bán đảo, quân đội Anh tiếp nhận hàng trăm binh sĩ Iraq tới đầu hàng. Bán đảo Al Faw chạy từ thành phố Basra tới Vịnh Ba Tư được coi là cái nôi của nền công nghiệp dầu khí Iraq.